# Persone di nome Marina
| Questa pagina contiene informazioni ricavate automaticamente dalle voci biografiche con l'ausilio del template Bio e di un bot. L'aggiornamento è periodico e automatico e ricostruisce completamente la pagina. Se manca una persona in questa lista, sei pregato di non aggiungerla, ma accertati piuttosto che la sua voce biografica contenga il template Bio e che i dati anagrafici siano correttamente compilati. Se il template Bio manca, inseriscilo tu stesso o, in alternativa, metti l'avviso {{tmp\|Bio}} che ne segnala la mancanza. Se i dati riportati sono sbagliati, correggi direttamente la voce biografica; le modifiche saranno visibili in questa lista entro pochi giorni. Per chiarimenti vedi il progetto antroponimi. La lista contiene solo le 253 persone che sono citate nell'enciclopedia e per le quali è stato implementato correttamente il template Bio. Pagina aggiornata al 6 ago 2025. |

Questa è una lista di persone presenti nell'enciclopedia che hanno il nome Marina, suddivise per attività principale.

## Allenatrici di calcio(1)
- Marina Pellizzer, allenatrice di calcio e ex calciatrice italiana (n. 1972)

## Allenatrici di pallacanestro(1)
- Marina Maljković, allenatrice di pallacanestro serba (Belgrado, n. 1981)

## Altiste(2)
- Marina Aitova, ex altista kazaka (Karaganda, n. 1982)
- Marina Kupcova, ex altista russa (Mosca, n. 1981)

## Annunciatrici televisive(1)
- Marina Morgan, annunciatrice televisiva, conduttrice televisiva e attrice italiana (Roma, n. 1943)

## Antifasciste(1)
- Marina Ginestà, antifascista e traduttrice spagnola (Tolosa, n. 1919 - Parigi, † 2014)

## Archeologhe(2)
- Marina Martelli Cristofani, archeologa italiana (Bologna, n. 1943 - † 2023)
- Marina Mazzei, archeologa italiana (Foggia, n. 1955 - Foggia, † 2004)

## Artiste(2)
- Marina Abramović, artista serba (Belgrado, n. 1946)
- Marina Apollonio, artista italiana (Trieste, n. 1940)

## Attrici(37)
- Marina Bonfigli, attrice italiana (Roma, n. 1930 - Roma, † 2015)
- Marina Giulia Cavalli, attrice italiana (Portland, n. 1960)
- Marina Coffa, attrice italiana (Roma, n. 1951 - Roma, † 2011)
- Marina Comas, attrice spagnola (Santa Maria de Besora, n. 1996)
- Marina Confalone, attrice e regista teatrale italiana (Napoli, n. 1951)
- Marina Daunia, attrice italiana (Verona, n. 1947)
- Marina Dolfin, attrice italiana (Milano, n. 1930 - Vittorio Veneto, † 2007)
- Marina Foïs, attrice francese (Boulogne-Billancourt, n. 1970)
- Marina Gatell, attrice spagnola (Sabadell, n. 1979)
- Marina Giordana, attrice italiana (Roma, n. 1955)
- Marina Golbahari, attrice afghana (Kabul, n. 1992)
- Marina Hands, attrice francese (Parigi, n. 1975)
- Marina Lotar, attrice, ex modella e ex attrice pornografica svedese (Göteborg, n. 1941)
- Marina Kazankova, attrice russa (Mosca, n. 1981)
- Marina Krogull, attrice e doppiatrice tedesca (Berlino Est, n. 1961)
- Marina Ladynina, attrice sovietica (Skotinino, n. 1908 - Mosca, † 2003)
- Marina Łuczenko, attrice, cantante e modella polacca (Vinnycja, n. 1989)
- Marina Malfatti, attrice italiana (Firenze, n. 1933 - Roma, † 2016)
- Marina Marfoglia, attrice, cantante e modella italiana (Roma, n. 1946 - Roma, † 2022)
- Marina Massironi, attrice, cabarettista e doppiatrice italiana (Legnano, n. 1963)
- Marina Miranda, attrice, comica e umorista brasiliana (Paraíba do Sul, n. 1930 - Rio de Janeiro, † 2021)
- Marina Ninchi, attrice italiana (Roma, n. 1940)
- Marina Pennafina, attrice italiana (Nettuno, n. 1963)
- Marina Pierro, attrice, regista e scrittrice italiana (Boscotrecase, n. 1956)
- Marina Aleksandrova, attrice russa (Kiskunmajsa, n. 1982)
- Marina Rocco, attrice italiana (Milano, n. 1979)
- Marina Ruy Barbosa, attrice brasiliana (Rio de Janeiro, n. 1995)
- Marina Salas, attrice spagnola (Barcellona, n. 1988)
- Marina Sirtis, attrice e doppiatrice britannica (Londra, n. 1955)
- Marina Squerciati, attrice statunitense (New York, n. 1984)
- Marina Suma, attrice italiana (Napoli, n. 1959)
- Marina Tagliaferri, attrice e doppiatrice italiana (Roma, n. 1953)
- Marina Viro, attrice italiana (Trieste, n. 1963)
- Marina Vlady, attrice francese (Clichy, n. 1938)
- Marina de Graaf, attrice olandese (Utrecht, n. 1959)
- Marina de Tavira, attrice messicana (Città del Messico, n. 1974)
- Marina von Ditmar, attrice e regista tedesca (Pietrogrado, n. 1914 - Bad Kissingen, † 2014)

## Attrici pornografiche(1)
- Sasha Grey, ex attrice pornografica statunitense (North Highlands, n. 1988)

## Attrici teatrali(2)
- Marina Antonazzoni, attrice teatrale italiana (Venezia, n. 1593 - Firenze, † 1639)
- Marina Senesi, attrice teatrale e drammaturga italiana (Genova)

## Aviatrici(2)
- Marina Raskova, aviatrice e militare sovietica (Mosca, n. 1912 - Oblast' di Saratov, † 1943)
- Marina Știrbei, aviatrice romena (Vienna, n. 1912 - Bouloc, † 2001)

## Avvocate(2)
- Marina Masoni, avvocata, politica e notaia svizzera (Lugano, n. 1958)
- Marina Wheeler, avvocato e editorialista britannica (Berlino Ovest, n. 1964)

## Biochimiche(1)
- Marina Rodnina, biochimica ucraina (Kiev, n. 1960)

## Bobbiste(1)
- Marina Silva Tuono, bobbista brasiliana (n. 1995)

## Calciatrici(6)
- Marina Agoues, calciatrice spagnola (Zarautz, n. 1992)
- Marina Georgieva, calciatrice austriaca (Melk, n. 1997)
- Marina Hegering, calciatrice tedesca (n. 1990)
- Marina Keller, calciatrice svizzera (Richterswil, n. 1984)
- Marina Rogazione, calciatrice italiana (Bari, n. 1988)
- Marina Toscano Aggio, ex calciatrice brasiliana (Iretama, n. 1981)

## Canottiere(1)
- Marina Wilke, ex canottiera tedesca (Berlino, n. 1958)

## Cantanti(9)
- MakSim, cantante russa (Kazan', n. 1983)
- Marina Arcangeli, cantante italiana (Bologna, n. 1956)
- Marina Elali, cantante, personaggio televisivo e compositrice brasiliana (Natal, n. 1982)
- Marina Lizorkina, cantante e pittrice russa (Mosca, n. 1983)
- Marina Moran, cantante brasiliana (Aracaju, n. 1941)
- Marina Occhiena, cantante italiana (Genova, n. 1950)
- Marina Pagano, cantante e attrice italiana (Napoli, n. 1939 - Roma, † 1990)
- Zera, cantante e rapper austriaca (Feldkirch, n. 2002)
- Mari Krajmbreri, cantante ucraina (Kryvyj Rih, n. 1992)

## Cantautrici(7)
- Marina Barone, cantautrice italiana (Sondrio, n. 1963)
- Marina, cantautrice, produttrice discografica e poetessa gallese (Brynmawr, n. 1985)
- Fiordaliso, cantautrice italiana (Piacenza, n. 1956)
- Marina Lima, cantautrice e attrice brasiliana (Rio de Janeiro, n. 1955)
- Marina Rei, cantautrice, percussionista e batterista italiana (Roma, n. 1969)
- Marina Satti, cantautrice, produttrice discografica e attrice teatrale greca (Atene, n. 1986)
- Marina Sena, cantautrice brasiliana (Taiobeiras, n. 1996)

## Cavallerizze(1)
- Marina Sciocchetti, cavallerizza italiana (Gallarate, n. 1958)

## Cestiste(16)
- Marina Abros'kina, cestista sovietica (Volgograd, n. 1967 - † 2011)
- Marina Burmistrova, ex cestista russa (Tver', n. 1974)
- Marina Cava, ex cestista argentina (Lomas de Zamora, n. 1985)
- Marina Ferragut, ex cestista spagnola (Barcellona, n. 1972)
- Marina Karpunina, cestista russa (Mosca, n. 1984)
- Marina Kuzina, cestista russa (Mosca, n. 1985)
- Marina Mabrey, cestista statunitense (Belmar, n. 1996)
- Marina Marković, cestista serba (Belgrado, n. 1991)
- Marina Millanta, ex cestista italiana (Roma, n. 1975)
- Marina Moffa, ex cestista australiana (Adelaide, n. 1964)
- Marina Monti, ex cestista italiana (Roma, n. 1960)
- Marina Pirani, ex cestista italiana (Ferrara, n. 1962)
- Marina Puškar, ex cestista serba (Belgrado, n. 1982)
- Marina Rjavkina, cestista russa (Kurgan, n. 1993)
- Marina Shpitzindel, ex cestista moldava (Cherson, n. 1967)
- Marina Solopova, cestista lituana (Klaipėda, n. 1990)

## Cicliste su strada(1)
- Marina Romoli, ex ciclista su strada e pistard italiana (Recanati, n. 1988)

## Comiche(1)
- Niní Marshall, comica, attrice e sceneggiatrice argentina (Buenos Aires, n. 1903 - Buenos Aires, † 1996)

## Conduttrici radiofoniche(1)
- Marina Minetti, conduttrice radiofonica italiana (Genova, n. 1977)

## Cosmonaute(1)
- Marina Vasilevskaja, cosmonauta bielorussa (n. 1990)

## Danzatrici(2)
- Marina Mora, ballerina italiana (Milano, n. 1840 - Napoli, † 1926)
- Marina Timofeevna Semënova, ballerina russa (San Pietroburgo, n. 1908 - Mosca, † 2010)

## Danzatrici su ghiaccio(1)
- Marina Klimova, ex danzatrice su ghiaccio sovietica (Sverdlovsk, n. 1966)

## Dirigenti sportivi(1)
- Marina Granovskaia, dirigente sportivo e imprenditore russo (Mosca, n. 1975)

## Doppiatrici(2)
- Marina Inoue, doppiatrice e cantante giapponese (Tokyo, n. 1985)
- Marina Thovez, doppiatrice e attrice italiana (Torino, n. 1966)

## Economiste(2)
- Marina Borovskaja, economista e docente russa (Sverdlovsk, n. 1964)
- Marina Brogi, economista italiana (Roma, n. 1967)

## Fondiste(4)
- Charlotte Kalla, ex fondista svedese (Pajala, n. 1987)
- Marina Kälin, fondista svizzera (n. 2003)
- Marina Lažskaja, ex fondista russa (n. 1978)
- Marina Piller, ex fondista italiana (Tolmezzo, n. 1984)

## Giavellottiste(1)
- Marina Saitō, giavellottista giapponese (Ibaraki, n. 1995)

## Ginnaste(2)
- Marina Durunda, ex ginnasta azera (Sebastopoli, n. 1997)
- Marina González, ginnasta spagnola (Malgrat de Mar, n. 2002)

## Giocatrici di curling(1)
- Marina Pavani, giocatrice di curling italiana (Caracas, n. 1959)

## Giornaliste(7)
- Marina Cepeda Fuentes, giornalista, scrittrice e conduttrice radiofonica spagnola (Siviglia, n. 1946 - † 2014)
- Marina Corradi, giornalista e scrittrice italiana
- Marina Dalcerri, giornalista e conduttrice televisiva italiana (San Colombano al Lambro, n. 1957)
- Marina Ovsjannikova, giornalista e attivista russa (Odessa, n. 1978)
- Marina Sbardella, giornalista e dirigente sportiva italiana (Roma, n. 1951)
- Marina Silvestri, giornalista e scrittrice italiana (Trieste, n. 1953)
- Marina Valensise, giornalista e saggista italiana (Roma, n. 1957)

## Imprenditrici(2)
- Marina Berlusconi, imprenditrice e dirigente d'azienda italiana (Milano, n. 1966)
- Marina Salamon, imprenditrice e dirigente d'azienda italiana (Tradate, n. 1958)

## Insegnanti(1)
- Marina Brambilla, docente e germanista italiana (Milano, n. 1973)

## Martelliste(1)
- Marina Nichișenco, martellista moldava (Vladikavkaz, n. 1986)

## Matematiche(1)
- Marina Ratner, matematica russa (Mosca, n. 1938 - † 2017)

## Mezzofondiste(2)
- Marina Arzamasova, mezzofondista bielorussa (Minsk, n. 1987)
- Marina Munćan, ex mezzofondista serba (Pančevo, n. 1982)

## Mezzosoprani(1)
- Marina Comparato, mezzosoprano italiano (Perugia, n. 1970)

## Militari(1)
- Marina Jurlova, militare, scrittrice e ballerina russa (Raevskaja, n. 1900 - New York, † 1984)

## Modelle(5)
- Marina Langner, modella e attrice tedesca (Düsseldorf, n. 1954)
- Marina Pérez, modella spagnola (n. 1984)
- Marina Rodrigues, modella portoghese (Madera, n. 1985)
- Marina Tat, ex modella cambogiana (Phnom Penh, n. 1983)
- Marina Tsintikidou, modella greca (Salonicco, n. 1971)

## Nobildonne(1)
- Marina Querini, nobildonna italiana (Corfù, n. 1757 - Venezia, † 1839)

## Nobili(6)
- Marina Cicogna, nobile, produttrice cinematografica e fotografa italiana (Roma, n. 1934 - Roma, † 2023)
- Marina Mniszech, nobile polacca (Murovane - Kolomna, † 1614)
- Marina Petrovna Romanova, nobile russa (Nizza, n. 1892 - Six-Fours-les-Plages, † 1981)
- Marina Severa, nobile romana
- Marina Torlonia di Civitella-Cesi, nobile italiana (Roma, n. 1916 - Piacenza, † 1960)
- Marina di Grecia, nobile greca (Atene, n. 1906 - Kensington Palace, † 1968)

## Nuotatrici(6)
- Marina García Polo, nuotatrice artistica spagnola (n. 2004)
- Marina Goljadkina, sincronetta ucraina (Donec'k, n. 1997)
- Marina Jurčenja, ex nuotatrice sovietica (Odessa, n. 1959)
- Marina Koševaja, ex nuotatrice sovietica (Görlitz, n. 1960)
- Marina Kuč, ex nuotatrice tedesca (Essen, n. 1985)
- Marina Šamal', ex nuotatrice sovietica (Mosca, n. 1939)

## Organiste(1)
- Marina Tchebourkina, organista russa (Mosca, n. 1965)

## Ostacoliste(2)
- Marina Azjabina, ex ostacolista russa (Iževsk, n. 1963)
- Marina Stepanova, ex ostacolista sovietica (n. 1950)

## Pallamaniste(1)
- Marina Micciulla, pallamanista italiana (Siracusa, n. 1986)

## Pallanuotiste(1)
- Marina Akobija, pallanuotista russa (Volgograd, n. 1975)

## Pallavoliste(8)
- Marina Akulova, pallavolista russa (Čeljabinsk, n. 1985)
- Marina Cvetanović, pallavolista slovena (Capodistria, n. 1986)
- Marina Katić, pallavolista croata (Spalato, n. 1983)
- Marina Lubian, pallavolista italiana (Moncalieri, n. 2000)
- Marina Markova, pallavolista russa (San Pietroburgo, n. 2001)
- Marina Nikulina, pallavolista russa (Bratsk, n. 1963 - Mosca, † 2015)
- Marina Šešenina, pallavolista russa (Ekaterinburg, n. 1985)
- Marina Zambelli, pallavolista italiana (Alzano Lombardo, n. 1990)

## Pattinatrici artistiche su ghiaccio(4)
- Marina Anisina, ex pattinatrice artistica su ghiaccio russa (Mosca, n. 1975)
- Marina El'cova, ex pattinatrice artistica su ghiaccio russa (Leningrado, n. 1970)
- Marina Pestova, ex pattinatrice artistica su ghiaccio sovietica (Sverdlovsk, n. 1964)
- Marina Čerkasova, ex pattinatrice artistica su ghiaccio sovietica (Mosca, n. 1964)

## Pediatre(1)
- Marina Cavazzana, pediatra e biologa italiana (Venezia, n. 1959)

## Personaggi televisivi(2)
- Marina La Rosa, personaggio televisivo e attrice italiana (Messina, n. 1977)
- Marina Ripa di Meana, personaggio televisivo, stilista e scrittrice italiana (Reggio Calabria, n. 1941 - Roma, † 2018)

## Pistard(1)
- Marina Gandini, ex pistard italiana (Alzano Lombardo, n. 1989)

## Pittrici(1)
- Marina Poggi D'Angelo, pittrice italiana (Roma, n. 1910 - Roma, † 2001)

## Poetesse(3)
- Marina Arrate, poetessa cilena (Osorno, n. 1957)
- Marina Corona, poetessa italiana (Milano, n. 1949)
- Marina Ivanovna Cvetaeva, poetessa e scrittrice russa (Mosca, n. 1892 - Elabuga, † 1941)

## Politiche(13)
- Marina Berlinghieri, politica italiana (Pisogne, n. 1968)
- Marina Elvira Calderone, politica italiana (Bonorva, n. 1965)
- Marina Carobbio Guscetti, politica svizzera (Bellinzona, n. 1966)
- Marina Kaljurand, politica, diplomatica e ex giocatrice di badminton estone (Tallinn, n. 1962)
- Marina Litvinovič, politica e giornalista russa (Mosca, n. 1974)
- Marina Magistrelli, politica italiana (Ancona, n. 1954)
- Marina Marchetto Aliprandi, politica italiana (Este, n. 1951)
- Marina Rossanda, politica e medico italiana (Pola, n. 1927 - Roma, † 2006)
- Marina Sereni, politica italiana (Foligno, n. 1960)
- Marina Solodkin, politica israeliana (Mosca, n. 1952 - Riga, † 2013)
- Marina Tauber, politica moldava (Chișinău, n. 1986)
- Marina Weisband, politica tedesca (Kiev, n. 1987)
- Marina del Pilar Ávila Olmeda, politica e avvocata messicana (Mexicali, n. 1985)

## Principesse(1)
- Marina Smilec di Bulgaria, principessa bulgara († 1355)

## Produttrici cinematografiche(1)
- Marina Piperno, produttrice cinematografica italiana (Roma, n. 1935)

## Produttrici televisive(1)
- Marina Donato, produttrice televisiva e autrice televisiva italiana (Roma, n. 1949 - Roma, † 2025)

## Pugili(1)
- Marina Volnova, pugile kazaka (Qyzylorda, n. 1989)

## Registe(3)
- Marina Rice Bader, regista, produttrice cinematografica e sceneggiatrice canadese
- Marina Spada, regista e sceneggiatrice italiana (Milano, n. 1958)
- Marina de Van, regista, attrice e sceneggiatrice francese (n. 1971)

## Religiose(2)
- Marina di Omura, religiosa giapponese (Giappone - Nagasaki, † 1634)
- Marina Videmari, religiosa italiana (Milano, n. 1812 - Milano, † 1891)

## Saggiste(1)
- Marina Lenti, saggista e scrittrice italiana (Milano)

## Sante(1)
- Marina di Ourense, santa romana

## Scacchiste(1)
- Marina Brunello, scacchista italiana (Lovere, n. 1994)

## Scenografe(1)
- Marina Pinzuti, scenografa italiana (Roma, n. 1956)

## Schermitrici(3)
- Marina Soboleva, ex schermitrice sovietica (Mosca, n. 1961)
- Marina Stanca, ex schermitrice rumena
- Marina Várkonyi, ex schermitrice ungherese (n. 1970)

## Sciatrici alpine(6)
- Marina Huber, ex sciatrice alpina tedesca (n. 1979)
- Marina Hänström, ex sciatrice alpina svedese (n. 1971)
- Marina Kiehl, ex sciatrice alpina tedesca (Monaco di Baviera, n. 1965)
- Marina Nigg, ex sciatrice alpina liechtensteinese (Vaduz, n. 1984)
- Marina Vilanova, ex sciatrice alpina canadese (Montréal, n. 1999)
- Marina Wallner, ex sciatrice alpina tedesca (Traunstein, n. 1994)

## Sciatrici nautiche(2)
- Marina Alessandra Calegari, sciatrice nautica italiana (Lecco, n. 1966)
- Marina Doria, ex sciatrice nautica svizzera (Ginevra, n. 1935)

## Scrittrici(10)
- Marina Colasanti, scrittrice, pittrice e traduttrice italiana (Asmara, n. 1937 - Rio de Janeiro, † 2025)
- Marina Di Guardo, scrittrice italiana (Novara, n. 1961)
- Marina Jarre, scrittrice e drammaturga italiana (Riga, n. 1925 - Torino, † 2016)
- Marina Lewycka, scrittrice britannica (Kiel, n. 1946)
- Marina Mander, scrittrice italiana (Trieste, n. 1962)
- Marina Marazza, scrittrice, traduttrice e curatrice editoriale italiana (n. 1957)
- Marina Mizzau, scrittrice, saggista e filosofa italiana (Roma, n. 1936 - Bologna, † 2023)
- Marina Nemat, scrittrice iraniana (Teheran, n. 1965)
- Marina Torossi Tevini, scrittrice italiana (Trieste)
- Marina Warner, scrittrice e antropologa inglese (Londra, n. 1946)

## Showgirl(2)
- Marina Graziani, showgirl e conduttrice televisiva italiana (Imperia, n. 1977)
- Marina Perzy, showgirl, attrice e conduttrice televisiva italiana (Milano, n. 1955)

## Skeletoniste(1)
- Marina Gilardoni, skeletonista e ex bobbista svizzera (Eschenbach, n. 1987)

## Sociologhe(2)
- Marina D'Amato, sociologa italiana (Roma, n. 1950)
- Marina Piazza, sociologa e saggista italiana (n. 1939)

## Soprani(2)
- Marina Prior, soprano e attrice australiana (Port Moresby, n. 1963)
- Marina Rebeka, soprano lettone (Riga, n. 1980)

## Stiliste(2)
- Marina BerBeryan, stilista, giornalista e attrice statunitense (Erevan, n. 1980)
- Marina Spadafora, stilista italiana (Bolzano, n. 1959)

## Storiche(4)
- Marina Benedetti, storica italiana (Milano, n. 1964)
- Marina Caffiero, storica italiana (Roma, n. 1947)
- Marina Cattaruzza, storica italiana (Trieste, n. 1950)
- Marina Montesano, storica italiana (Bari, n. 1967)

## Storiche dell'arte(1)
- Marina Pizziolo, storica dell'arte e critica d'arte italiana (Milano, n. 1960)

## Taekwondoka(1)
- Marina Sumić, taekwondoka croata (Spalato, n. 1991)

## Tenniste(5)
- Marina Bassols Ribera, tennista spagnola (Blanes, n. 1999)
- Marina Eraković, ex tennista neozelandese (Spalato, n. 1988)
- Marina Krošina, tennista sovietica (n. 1953 - † 2000)
- Marina Mel'nikova, tennista russa (Perm', n. 1989)
- Marina Stakusic, tennista canadese (Mississauga, n. 2004)

## Tuffatrici(1)
- Marina Janicke, ex tuffatrice tedesca orientale (Berlino Est, n. 1954)

## Veliste(1)
- Marina Alabau, velista spagnola (Mairena del Aljarafe, n. 1985)

## Velociste(2)
- Marina Kislova, ex velocista russa (n. 1978)
- Marina Šmonina, ex velocista russa (Tashkent, n. 1965)

## Senza attività specificata(7)
- Marina Gamba, italiana (Venezia - Venezia, † 1612)
- Marina Kolonina, ex pentatleta russa (n. 1970)
- Marina Logvinenko, ex tiratrice a segno russa (Šachty, n. 1961)
- Marina di Bitinia, monaca cristiana e santa bizantina (Bitinia - Libano)
- Marina di Spoleto, monaca cristiana italiana (Spoleto - Spoleto)
- Marina Petrella, ex brigatista italiana (Roma, n. 1954)
- Marina Popovič, ingegnera, scrittrice e aviatrice sovietica (Leonenki, n. 1931 - Krasnodar, † 2017)